# Wiktor Thommée

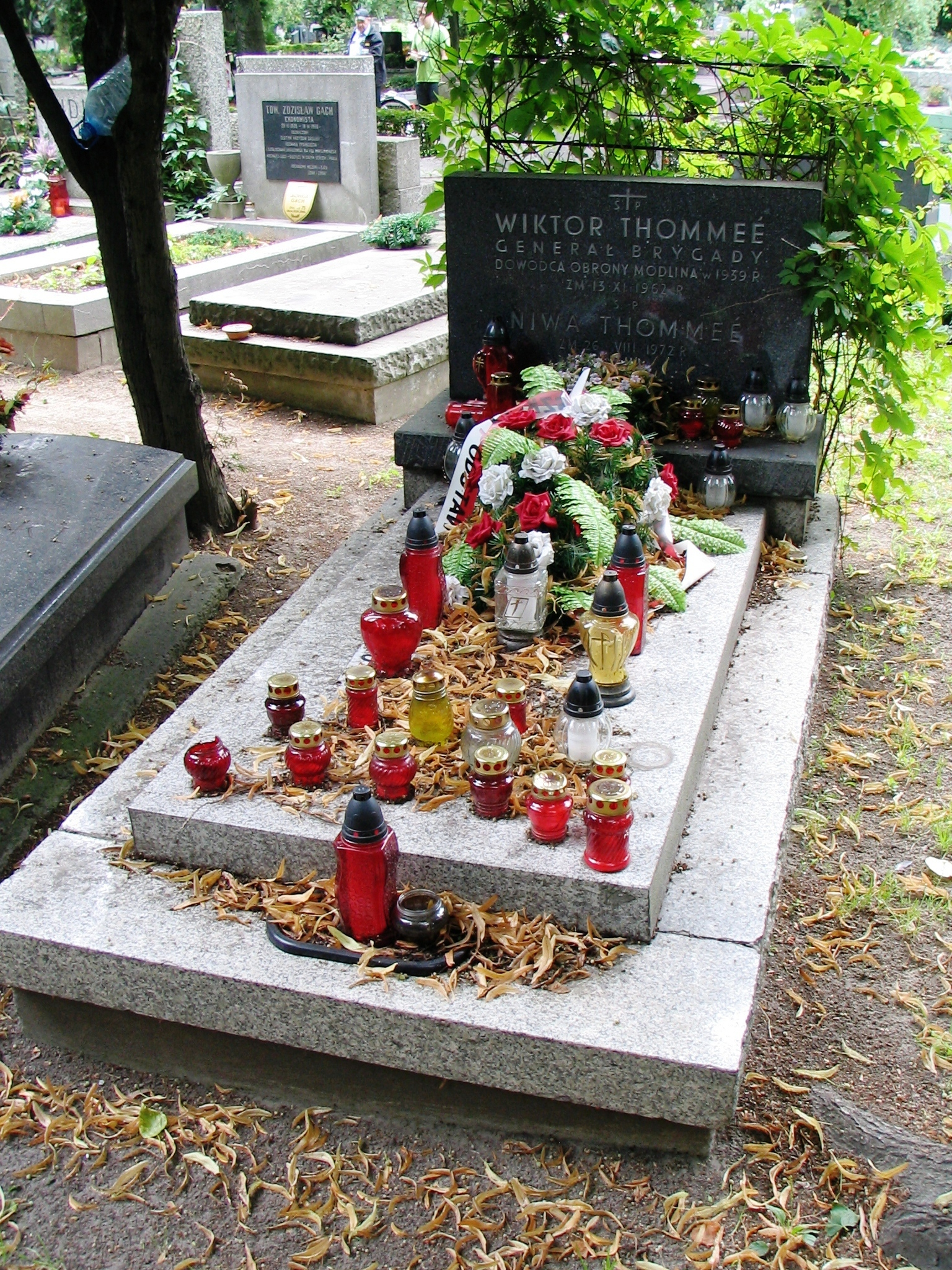
Grób gen. Wiktora Thommée na Cmentarzu Wojskowym na Powązkach w Warszawie, 23 lipca 2008

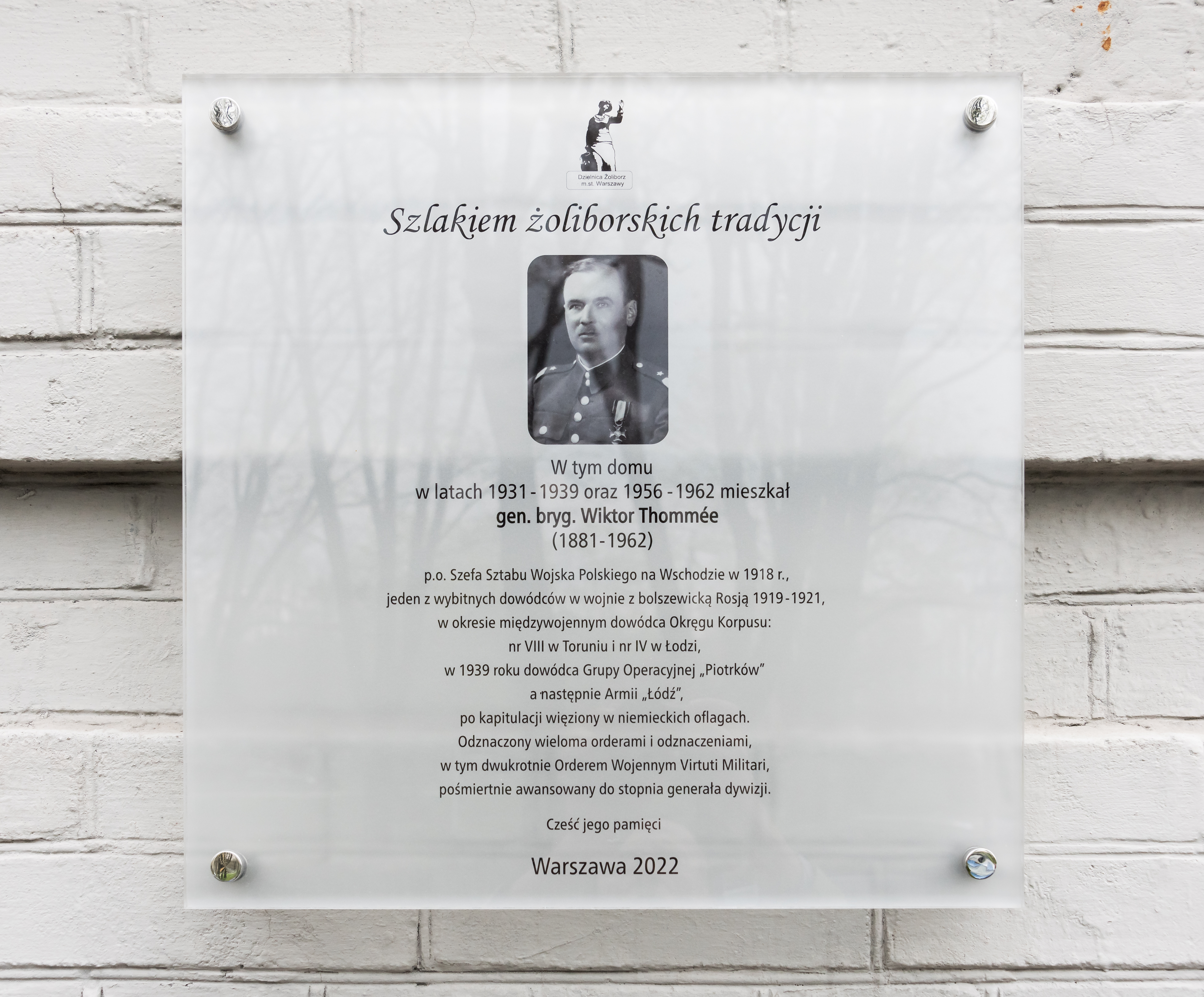
Tablica pamiątkowa na budynku przy placu Inwalidów 4/6/8 w Warszawie

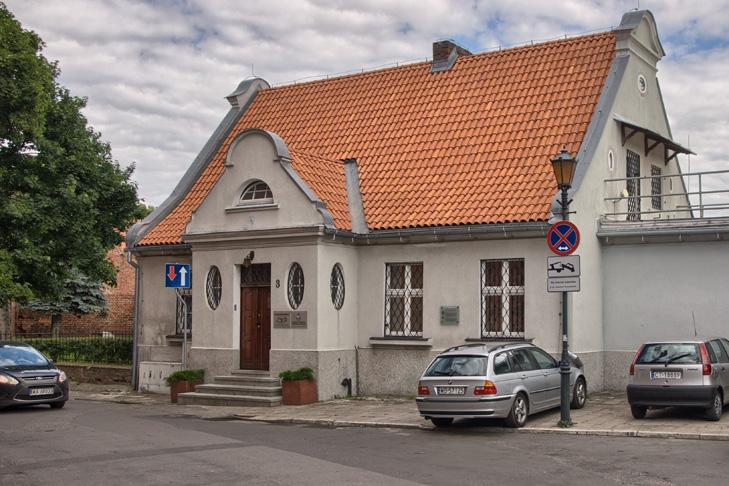
Dworek, tzw. Generałówka w Toruniu, w której mieszkał generał Wiktor Thommée

Wiktor Thommée (ur. 30 grudnia 1881 w Święcianach, zm. 13 listopada 1962 w Warszawie) – generał brygady Wojska Polskiego, kawaler Orderu Virtuti Militari.

## Życiorys
Urodził się w Święcianach na Wileńszczyźnie w rodzinie Edwarda i Józefy z Egertów. Był starszym bratem Pawła (1888–1940), majora piechoty Wojska Polskiego, komendanta PKU Grodzisk.
Kształcił w Święcianach oraz w Lidzie i Dyneburgu. Ukończył szkołę realną w Petersburgu w 1900. W 1901 wstąpił do szkoły oficerskiej (Владимирское военное училище) w Petersburgu, którą ukończył w 1904. Będąc podporucznikiem, otrzymał przydział do 124 Woroneżskiego pułku piechoty (był młodszym oficerem 10 kompanii dowodzonej przez Polaka kpt. Leona Berbeckiego), z którym wziął udział w wojnie rosyjsko-japońskiej 1904–1905. Dwukrotnie ranny, przez dłuższy czas przebywał w szpitalu, po czym podjął studia w Wyższym Instytucie Handlowym w Charkowie, zaliczając pięć semestrów. W latach 1912–1914 był słuchaczem w Wojskowej Akademii Sztabu Generalnego w Petersburgu. Od 17 lipca 1914 dowodził najpierw 9 kompanią 276 Kupiańskiego pułku 69 dywizji piechoty (rezerwowy pułk z 124 Woroneżskiego pułku 31 dywizji piechoty), a następnie batalionem 276 Kupiańskiego pułku. W 1916 został mianowany starszym adiutantem gen. sztabu 47 Korpusu na Froncie Rumuńskim.
Od 25 września 1918 był na Kubaniu oficerem operacyjnym, a od 9 listopada – p.o. szefa sztabu Wojska Polskiego na Wschodzie. Następnie pełnił funkcję kwatermistrza, I oficera sztabu oraz p.o. szefa sztabu 4 Dywizji Strzelców Polskich dowodzonej przez gen. Lucjana Żeligowskiego.
Po powrocie do kraju z dywizją gen. Lucjana Żeligowskiego, przeformowaną na 10 Dywizję Piechoty, od czerwca 1919 był szefem sztabu tej dywizji. Od 22 sierpnia 1919 pełnił kolejno funkcje: szefa Oddziału III Sztabu Frontu Południowo-Zachodniego, Frontu Mazowieckiego i 1 Armii. 17 czerwca 1920 objął dowództwo 28 pułku Strzelców Kaniowskich, a następnie XIX i XX Brygady Piechoty. 10 sierpnia 1921 objął funkcję szefa sztabu Okręgu Generalnego Brześć Litewski. 20 października 1922 został I oficerem sztabu Inspektoratu Armii nr III w Toruniu. W 1923 ukończył kurs informacyjny dla wyższych dowódców przy Wyższej Szkole Wojennej w Warszawie, a w 1924 – w Centrum Wyższych Studiów Wojskowych. 15 sierpnia 1924 powierzono mu dowodzenie 15 Dywizją Piechoty w Bydgoszczy. W 1926 został skierowany do Francji na kurs wyższych dowódców, po czym ponownie objął poprzednie stanowisko. Od 24 listopada 1934 do 16 lutego 1938 był dowódcą Okręgu Korpusu nr VIII w Toruniu, po czym do 1 września 1939 dowodził Okręgiem Korpusu nr IV w Łodzi. W czasie pobytu na Pomorzu generał zaskarbił sobie znaczną popularność społeczeństwa, pomimo apodyktycznego podejścia w stosunku do niektórych podwładnych oraz prób wpływania na kształt treści ukazujących się w lokalnych mediach.
W okresie II RP został osadnikiem wojskowym w powiecie brzeskim.
1 września 1939 objął dowództwo Grupy Operacyjnej „Piotrków”, wchodzącej w skład Armii „Łódź” (6 września przemianowana na Grupę Operacyjną gen. Thommée). 7 września objął dowództwo nad Armią „Łódź” i skierował się ku Warszawie.
Po ciężkich walkach i nieudanej próbie przebicia się do Warszawy, generał podjął decyzję o skierowaniu Armii do Twierdzy Modlin. 13 września w Ołtarzewie odniósł lekką ranę od ostrzału niemieckiej artylerii, co jednak nie przeszkodziło mu w dotarciu jeszcze tego samego dnia wraz z podległymi oddziałami do punktu docelowego, gdzie przejął zadanie obrony twierdzy. Od 18 września trwały ataki na Modlin. 29 września, w związku z wyczerpaniem zapasów żywności, wody, lekarstw i amunicji zdecydował się na kapitulację. Akt kapitulacji przewidywał, że żołnierze nie będą traktowani jako jeńcy, lecz po złożeniu broni zostaną zwolnieni do domów, czego Niemcy nie dotrzymali i zwolnili żołnierzy dopiero w połowie listopada.
Mimo honorowych warunków kapitulacji Modlina, 7 listopada 1939 został aresztowany przez Niemców. Przebywał w kilku obozach jenieckich, m.in. w Königsteinie, Hohnsteinie, Johannisbrunnie, Murnau oraz w Dössel, gdzie 27 września 1944 został ranny w wyniku zbombardowania obozu. Próbował ucieczki. Po wyzwoleniu przedostał się do Wielkiej Brytanii.
Od kwietnia 1945 służył w Polskich Siłach Zbrojnych, lecz bez przydziału. W styczniu 1947 powrócił do Polski, gdzie zamieszkał u rodziny w Toruniu. Formalnie został przyjęty do wojska i przeniesiony w stan spoczynku, lecz bez zaopatrzenia emerytalnego. Żył w nędzy w Gdyni, czasowo pracując jako dozorca domu. Dopiero po osobistym wstawiennictwie marszałka Konstantego Rokossowskiego uzyskał należytą emeryturę i przedwojenne mieszkanie w Warszawie.
Został pochowany w Alei Zasłużonych na cmentarzu Wojskowym na Powązkach (kwatera A 29-półkole I-11).
Thommée był ewangelikiem. Był żonaty z Niwą z domu Bemm (Finką), mieli jedno dziecko – córkę Violantę.
W ocenie podwładnych Generał Thommée dał się poznać jako człowiek o niesłychanej energii i żołnierskim fasonie. Nie widać było po generale jakiegoś załamania się, a przeciwnie, podnosił nas wszystkich na duchu, wierząc, że sytuacja wcale nie jest beznadziejna, a kryzys wojny będzie opanowany.

## Awanse
- podporucznik – 1904
- porucznik – 1907
- sztabskapitan – 1911
- kapitan – 1915
- podpułkownik – 1916
- pułkownik – 3 maja 1922 zweryfikowany ze starszeństwem z dniem 1 czerwca 1919 i 70. lokatą w korpusie oficerów piechoty
- generał brygady – 31 marca 1924 ze starszeństwem z dniem 1 lipca 1923 i 22 lokatą
- generał dywizji – pośmiertnie ze starszeństwem z dniem 1 stycznia 1964[15]

## Ordery i odznaczenia
- Krzyż Komandorski Orderu Wojennego Virtuti Militari nr 23[16]
- Krzyż Złoty Orderu Wojennego Virtuti Militari nr 15[16]
- Krzyż Srebrny Orderu Wojskowego Virtuti Militari nr 5409[16]
- Krzyż Komandorski Orderu Odrodzenia Polski (7 listopada 1925)[17][18]
- Krzyż Walecznych (czterokrotnie: 1921, 1922 po raz 1 i 2)[19][20]
- Złoty Krzyż Zasługi (17 marca 1930)[21]
- Medal Niepodległości (16 marca 1933)[22]
- Złota Odznaka Honorowa Ligi Obrony Powietrznej i Przeciwgazowej I stopnia[23]

## Upamiętnienie
W Warszawie od 1979 jego imię nosi ulica w obecnej dzielnicy Bemowo. W uznaniu zasług dla Bydgoszczy, od 1990 jedna z bydgoskich ulic nosi nazwisko generała. Nazwiskiem generała nazwana jest także ulica, przy której znajduje się Port Lotniczy Warszawa-Modlin, przy Twierdzy Modlin, której obroną dowodził we wrześniu 1939.
W 2022 na budynku przy placu Inwalidów 4/6/8 w Warszawie, w którym mieszkał, odsłonięto tablicę pamiątkową.
DECYZJĄ Nr 183/MON MINISTRA OBRONY NARODOWEJ z dnia 13 grudnia 2024 r. w sprawie nadania imienia patrona oraz ustanowienia Święta 4. Brygady Logistycznej , 4.  Brygada Logistyczna otrzymała imię gen. dyw. Wiktora Thommée.